# 948
Évszázadok: 9. század – 10. század – 11. század
Évtizedek: 890-es évek – 900-as évek – 910-es évek – 920-as évek – 930-as évek – 940-es évek – 950-es évek – 960-as évek – 970-es évek – 980-as évek – 990-es évek
Évek: 943 – 944 – 945 – 946 –  947 – 948 – 949 – 950 – 951 – 952 – 953

## Események

### Európa
- Bulcsú és Tormás vezetésével magyar küldöttség utazik Konstantinápolyba, hogy meghosszabbítsák az öt évre kötött békeszerződést. Bulcsú (és feltehetően Tormás is) megkeresztelkedik, Bíborbanszületett Konstantin császár patriciusi rangot és aranyláncot adományoz neki.
- A magyarok betörnek Bajorországba, de Henrik herceg (Ottó német király öccse, akit év elején vagy az előző év végén nevezett ki a megürült bajor hercegi székbe) visszaveri a támadásukat.
- Ottó német király az északkeleti szlávok megtérítésére megalapítja a brandenburgi és havelbergi püspökségeket.
- Ottó fia, Liudolf feleségül veszi a fiúörökös nélküli sváb herceg, Hermann lányát, Idát.
- Az ingelheimi zsinaton a reimsi érsek személye körüli vitában Artoldot erősítik meg érsekként, a IV. Lajos nyugati frank király ellen lázadó Nagy Hugó herceget pedig kiátkozzák..
- II. Borrell barcelonai gróf megörökli nagybátyjától Urgell grófságát is.
- AL-Manszúr fátimida kalifa Al-Haszan ibn Ali al-Kalbi tuniszi kormányzó vezetésével sereget küld az előző évben fellázadt Szicíliára. Al-Kalbi Palermo elfoglalásával gyorsan leveri a felkelést és ő lesz a sziget kormányzója, megalapítva ezzel a Kalbita dinasztiát.

## Születések
- Kang Gamcshan, koreai államférfi és hadvezér
- As-Saih al-Mufíd, síita teológus
- Itáliai Emma, Lothár nyugati frank király felesége
- Minamoto no Jorimicu, japán hadvezér

## Halálozások
- április 10. – Hugó, itáliai király
- június 15. – I. Rómanosz, bizánci császár

## Fordítás
- Ez a szócikk részben vagy egészben  a(z)   948 című angol Wikipédia-szócikk ezen változatának fordításán alapul.  Az eredeti cikk szerkesztőit annak laptörténete sorolja fel. Ez a jelzés csupán a megfogalmazás eredetét és a szerzői jogokat jelzi, nem szolgál a cikkben szereplő információk forrásmegjelöléseként.